# 赵锡永
赵锡永（1955年—），辽宁省沈阳市铁西区人，籍贯辽宁盖州。自称“国务院官员”陆续在湖南省湘潭市、娄底市、云南省昆明市、玉溪市等地巡查行骗，被骗官员级别涵盖湘滇两省县级至副省级，2013年3月，中华人民共和国国务院研究室下达通知，通知表示国务院研究室并无此人，随后公安机关开始实施对赵锡永的逮捕计划。3月22日，赵锡永在辽宁省被捕。

## 生平
1955年，赵锡永出生在辽宁省沈阳市铁西区，当时，该地是全国最大的工人聚集区。1990年代，赵锡永在隶属于金杯汽车股份有限公司的沈阳弹簧厂任职负责人，金杯汽车股份有限公司的董事长名叫“赵希友”；而他的妻子是沈阳市铸铁厂的工人。1998年，赵锡永注册建立沈阳弓字弹簧有限公司、一汽金杯沈阳弹簧供销公司。1999年，赵锡永注册建立一汽金杯悬架弹簧有限公司和一汽金杯沈阳轿车有限公司。
2004年，49岁的赵锡永参加了中华人民共和国国务院的一次招聘考试，但未被录用，由于自身专业水平不错，他认为自己怀才不遇。2008年，辽宁省的干部在广州市会见了在辽宁省铁岭市投资的企业家，赵锡永化名为香港宏基万国汽车有限公司的代表人“赵希涌”，前去铁岭市考察。2010年，赵锡永建立北京宏基万国汽车有限公司，开始到湖南省娄底市从事汽车生产。2010年3月11日，自称为国务院发展研究中心研究员的赵锡永在湖南省娄底市和当地干部出席了“湖南金华车辆公司”与“北京宏基万国汽车有限公司”的签约仪式。
2010年，赵锡永假扮国务院发展研究中心研究员、国务院政策研究室司长陆续在湖南省湘潭省、娄底省、云南省昆明市、玉溪市等地巡查，湖南省副省长甘霖、娄底市委常委、市经开区党委书记谢志雄、娄底经开区党委副书记、管委会主任罗孝贵、昆明市市委书记张田欣等均被其欺骗。
2012年，赵锡永被昆明云内动力股份有限公司聘用为“企业发展顾问”，被云南当地干部称为“北京赵司长”。不过，赵锡永曾在同济大学的一次演讲中承认自己既不是所谓的“博士”也并非“国务院司级干部”。
2013年3月8日，国务院研究室发文称该单位并无赵锡永此人。在得知其身份为虚假之后，娄底市外宣办主任王卫光表示，赵锡永对汽车行业确实颇有研究，“他对我们开发区的汽车项目确确实实起到了帮助和促进作用。”。
2013年3月22日，赵锡永在辽宁省被逮捕，并被关押在昆明市看守所。4月3日，湖南同升律师事务所主任成戊平接到赵锡永妻子的委托，成为他的辩护律师。之后云南法闻律师事务所律师王汉政接替成戊平成为其辩护律师。9月10日左右，赵锡永被换押到昆明市官渡区看守所。最终，赵锡永认罪，被判处缓刑。2014年春节之后，赵锡永回到了沈阳市。

## 家庭
赵锡永的妻子关岩称：“我完全认可他，我们家里不差钱，他也从未给家里带来什么好处。（其行为）实现他做事情的理想。他想做些实事，有着多年企业管理经验，看到有的企业没有发展就着急，他不是为了给自己谋利，而是真心帮助企业发展。”

## 拓展阅读
- 李松. . . 北京市: 新华出版社. 2017. ISBN 9787516633854.